# Caligola - Follia del potere
Caligola - Follia del potere è un film del 1997 diretto da Raf De Palma (alias Joe D'Amato). La visione della pellicola è stata vietata ai minori di 18 anni.

## Trama
Caligola, un pazzo ambizioso e depravato, è a capo di uno dei più grandi e potenti imperi della storia antica. Alla ricerca di emozioni sempre più forti e proibite, trasforma il magnifico Palazzo Imperiale in un luogo di vizio e di piacere, dove festini lussuriosi si susseguono senza sosta.